# Натан Сьодерблум
Ларш Улоф Натан Сьодерблум (на шведски: Lars Olof Jonathan (Nathan) Söderblom) е шведски протестантски богослов и архиепископ на Швеция.
За неговата неуморна ангажираност с икуменизма и световния мир е удостоен с Нобелова награда за мир за 1930 г.

## Произход и образование (1866 – 1892)
Роден е на 15 януари 1866 година в село Трьоно, провинция Хелсингланд, Швеция, в семейството на свещеника Йонас Сьодерблум и София Блум. Още от 5-годишна възраст учи с баща си латински език. Завършва средно образование малко градче. През 1883 г. постъпва в университета в Упсала, където изучава гръцки, еврейски, арабски и латински език и получава бакалавърска степен. Тази подготовка му позволява да се заеме с теология и религиозна история в университетското теологично училище.
Привързаността на Сьодерблум към икуменизма, която го съпровожда през целия му живот, се проявява още през студентските му години. По време студентска християнска конференция през 1890 г., в която участва, Сьодерблум чува призив за единство на църквите по света. Развълнуван, той записва в дневника си: „Боже, дай ми смирение и мъдрост да служа на делото за единство на Твоята църква“. Укрепването на икуменизма, който предполага преодоляване на сектантските различия заради единството на църквата, става задача на целия му живот.

## Богословие и служби (1892 – 1930)
След като през 1892 г. получава магистърска степен по теология Сьодерблум е ръкоположен за пастор от лютеранската църква. През същата година публикува първата си книга за теологията на германския реформатор Мартин Лутер.
За известно време Сьодерблум изпълнява длъжността капелан в психиатричната болница в Упсала, след което е назначен за пастор на шведската църква в Париж. Когато финансовото му положение укрепва, през 1897 г. той се жени за студентката от Упсалския университет Ана Форсел, която му ражда десет деца.
Сьодерблум прекарва в Париж седем години. Неговата енория се посещава от известни скандинавски художници, дипломати, бизнесмени, сред които и Алфред Нобел, който прави много дарения за църквата. Когато на 10 декември 1896 г. Нобел умира във вилата си в Санремо, Сьодерблум отслужва заупокойна служба.
Междувременно завършва аспирантура по теология и религиозна история в Парижкия университет и получава степента доктор по теология. Дисертацията му е посветена на идеята за задгробния живот в зороастризма – персийска религия, разпространила се през VI век пр.н.е. Скоро след това предлагат на Сьодерблум Катедрата по теология в Упсалския университет и през 1901 г. се връща в Швеция. Вдъхновен от задграничния опит и от либералната френска теология, Сьодерблум се заема енергично за работа. Остава в университета до 1914 г., като през 1912 – 1914 г. чете лекции по религиозна история и в Лайпцигския университет.
Надарен учен и педагог, Сьодерблум подготвя в родината си теологичен ренесанс. У студентите и колегите си той стимулира интерес към сравнителната религия, както и към живота и учението на Мартин Лутер. Личното обаяние и могъщият ум правят Сьодерблум популярен не само в университета, където на лекциите му се събират тълпи от студенти, но и в църковните среди. Шведските университети са обхванати от интерес към религията, студентите дори основават списание и организират Център за християнски срещи.
Като един от учредителите на Общия световен съюз на църквите за международно разбирателство Сьодерблум готви сесията му за 1914 г. в Констанц, Германия, но началото на Първата световна война принуждава делегатите да се върнат у дома. Заедно с други църковни дейци Сьодерблум се опитва да организира икуменическа конференция през 1917 г. и отново претърпява неуспех, защото воюващите страни отказват да изпратят пастори. Обнародваният от тях манифест призовава към братство и мир, което става тема на една от следващите книги на Сьодерблум. Апелирайки към „дълбоко вътрешно единство, което ще обедини всички християни независимо от националните и сектантските им различия“, документът призовава всички църкви да съдействат за отстраняване на международните разногласия по пътя на преговорите и арбитража.
След войната Сьодерблум продължава да работи за икуменизма и мира. Благодарение на неговата енергия и растящ престиж през 1925 г. в Стокхолм е организирана Обща християнска конференция, на която присъстват 600 делегати от 37 страни. Римокатолическата църква отказва да участва в нея, но присъстват представители на Руската православна църква и на основните протестантски църкви. Под председателството на Сьодерблум делегатите обсъждат единно икуменическо вероучение, проблема за примирението на различните теологични възгледи и за постигане на всеобщ мир. Делегатите избират постоянен комитет за организиране на бъдещите заседания. Резултат от тази дейност е създаденият през 1948 г. Световен съвет на църквите.

## Последни години (1930 – 1931)
През 1931 г., една година след получаването на Нобеловата награда, Сьодерблум е поканен да чете лекции в Единбург. След първите десет лекции, прочетени през май-юни, той се връща в Швеция и умира от сърдечен пристъп на 12 юли в Упсала на 65-годишна възраст.